# Chihsienella
Chihsienella nom. inval., monotipski fosilni rod morskih crvenih algi iz podrazreda Corallinophycidae čiji je jedini predstavnik C. chihsienensis. Vrsta je taksonomski prihvaćena na temelju navedene literature ali je taksonomski status roda neizvjestan i zahtijeva daljnje istraživanje.